# Maximinus Daia
Gaius Galerius Valerius Maximinus, známý jako Maximinus Daia (20. listopadu 270 nebo 285 Ilýrie – sklonek léta 313 Tarsos), byl římský císař panující od 1. května 310 do léta 313 na východě impéria. V letech 305–310 zastával funkci caesara pro diecézi Oriens v rámci druhé až čtvrté tetrarchie.

## Původ a kariéra
Maximinus se narodil patrně v provincii Dacia Ripensis sestře pozdějšího císaře Galeria a jejímu blíže neznámému muži. Pocházel z prostých poměrů, jako mladík vstoupil do armády a postupně si v ní vysloužil hodnost scutaria, protectora a tribuna. Jeho kariéru velmi urychlilo příbuzenství s Galeriem, který ho posléze i adoptoval. S ženou neznámého jména měl syna Maxima a dceru.

## Spoluvladařem
Hodnost caesara udělil Maximinovi odstupující císař Diocletianus 1. května 305 v Nikomedii, a zřejmě tím vyhověl přímé Galeriově žádosti. V druhé tetrarchii, která se takto ustavila, byli nadále dva plnoprávní císaři (augustové) – Constantius I. a Galerius – a dva caesarové: Flavius Severus a Maximinus Daia. Posledně jmenovaný dostal do správy diecézi Oriens a Egypt, zatímco jeho strýc si podržel balkánské provincie.
V duchu Diocletianovy a Galeriovy politiky pokračoval Maximinus v pronásledování křesťanů, což poznamenalo jeho obraz v církevním dějepisectví. Za sídlo si zvolil město Caesarea v Palestině, později přesídlil do Sýrie. Během občanské války, která v říši vzplanula po smrti Constantia I., se nijak výrazně neangažoval. Jeho postavení bylo potvrzeno při všech dělbách moci v letech 306–307 (třetí až čtvrtá tetrarchie) a po konferenci v Carnuntu mu tehdejší císaři Galerius a Licinius udělili titul filius Augustorum (syn císařů), stejně jako novému caesaru Konstantinovi na západě.

## Vláda
V květnu 310 se dal Maximinus prohlásit vojáky za augusta a tento krok brzy učinil i druhý caesar Konstantin, který titul augusta občas užíval již dříve. Systém tetrarchie, jak ho zavedl Diocletianus, tak po sedmnácti letech existence zanikl. V říši vládlo několik plnoprávných císařů, vytvářejících mezi sebou účelové a dočasné koalice. Jediným cílem všech bylo posílit vlastní postavení na úkor druhých.
Vydání tolerančního ediktu vůči křesťanům a následná smrt císaře Galeria v roce 311 měly pro Maximina zásadní význam. Na jedné straně jej okolnosti donutily zmírnit perzekuci církve a omezit se na podporu pohanských kultů, na straně druhé odešel v Galeriovi poslední zastánce tetrarchie, služebně nejstarší císař. Maximinus reagoval tak, že v květnu 311 obsadil Malou Asii, čímž značně rozšířil své državy; jeho snaha získat přednostní místo mezi augusty však ztroskotala.
V roce 312 vedl Maximinus krátkou válku s Peršany v Arménii a následně přijal vítězné příjmení Persicus maximus (Velký vítěz nad Peršany). Poté vpadl s vojskem do Thrákie, aby jako služebně nejstarší císař dále rozšířil svou mocenskou základnu. Bitva svedená s Liciniem 30. dubna 313 u Campus Serenus však skončila katastrofální porážkou a Maximinovým útěkem do Kappadokie.
Vítězný Licinius pronásledoval soupeře přes celou Malou Asii a pronikl až k pohoří Tauros, jehož průsmyky překročil. Aniž už došlo k další bitvě, zemřel Maximinus mezi 23. červencem a 13. zářím 313 za nevyjasněných okolností v Tarsu. Nad jeho památkou bylo vyhlášeno damnatio memoriae.

## Charakteristika v pramenech
| „ | Daia, jenž teprve před nedávnem opustil stáda a lesy, byl zprvu štítonošem, pak tělesným strážcem, brzy tribunem a hned nato caesarem. Obdržel do správy Východ, aby ho svýma nohama rozdupal a drtil, on, který neměl ponětí ani o vojenství, ani o státnickém umění a který nyní nedozíral na stáda, ale na armádu. | “ |